# Veigar Páll Gunnarsson
Veigar Páll Gunnarsson (ur. 21 maja 1980 w Reykjavíku) – islandzki piłkarz grający na pozycji napastnika.

## Kariera klubowa
Karierę piłkarską Gunnarsson rozpoczął w klubie Stjarnan. W 1996 roku zadebiutował w pierwszej lidze, jednak był to jego jedyny mecz w tamtym sezonie. Od 1997 roku grał w podstawowym składzie drużyny Stjarnan i występował w niej do 2000 roku (lata 1998–1999 spędził w drugiej lidze islandzkiej). W 2001 roku odszedł do norweskiego Strømsgodset IF. W lidze norweskiej swój debiut zaliczył 16 kwietnia w meczu przeciwko Lyn Fotball (2:2). Jako napastnik zdobył dwa gole. W 2002 roku powrócił na Islandię i został piłkarzem Reykjavíkur. Zarówno w 2002, jak i 2003 roku przyczynił się do wywalczenia przez KR mistrzostwa Islandii.
W 2004 roku Gunnarsson ponownie trafił do Norwegii. Został wówczas zawodnikiem Stabæk Fotball. W jego barwach zadebiutował 12 kwietnia w przegranym 0:2 wyjazdowym spotkaniu z Odds BK. Na koniec sezonu spadł ze Stabækiem do drugiej ligi, a pobyt w niej trwał rok. Wtedy też Islandczyk stał się czołowym strzelcem zespołu tworząc bramkostrzelny atak ze Szwedem Danielem Nannskogiem. W 2005 roku zdobył 11 goli w drugiej lidze, a w 2006 z 18 golami został wicekrólem strzelców po Nannskogu. W 2007 roku zaliczył 15 trafień, a Stabæk wywalczył wicemistrzostwo kraju. Z kolei w 2008 roku swoimi 10 zdobytymi bramkami przyczynił się do pierwszego w historii mistrzostwa kraju dla Stabæku. Został też finalistą Pucharu Norwegii. Do końca 2008 roku rozegrał dla drużyny z miasta Bærum 120 ligowych spotkań i zdobył w nich 60 goli.
Na początku 2009 roku Gunnarsson został sprzedany za 1,9 miliona euro do francuskiego AS Nancy.
W tym klubie grał bardzo rzadko i w styczniu 2010 roku wrócił do Stabæk Fotball za 62 tysiące funtów.
| Sezon   | Klub              | Kraj     | Rozgrywki       | Mecze | Bramki |
| ------- | ----------------- | -------- | --------------- | ----- | ------ |
| 1996    | Stjarnan          | Islandia | Landsbankadeild | 1     | 0      |
| 1997    | Stjarnan          | Islandia | Landsbankadeild | 11    | 0      |
| 1998    | Stjarnan          | Islandia | II liga         | 14    | 4      |
| 1999    | Stjarnan          | Islandia | II liga         | 17    | 7      |
| 2000    | Stjarnan          | Islandia | Landsbankadeild | 16    | 3      |
| 2001    | Strømsgodset IF   | Norwegia | Tippeligaen     | 15    | 2      |
| 2002    | Reykjavíkur       | Islandia | Landsbankadeild | 17    | 7      |
| 2003    | Reykjavíkur       | Islandia | Landsbankadeild | 13    | 7      |
| 2004    | Stabæk Fotball    | Norwegia | Tippeligaen     | 16    | 2      |
| 2005    | Stabæk Fotball    | Norwegia | Adeccoligaen    | 27    | 11     |
| 2006    | Stabæk Fotball    | Norwegia | Tippeligaen     | 25    | 18     |
| 2007    | Stabæk Fotball    | Norwegia | Tippeligaen     | 25    | 15     |
| 2008    | Stabæk Fotball    | Norwegia | Tippeligaen     | 26    | 10     |
| 2008/09 | AS Nancy          | Francja  | Ligue 1         | 5     | 0      |
| 2010    | Stabæk Fotball    | Norwegia | Tippeligaen     | 24    | 10     |
| 2011    | Stabæk Fotball    | Norwegia | Tippeligaen     | 16    | 9      |
| 2011    | Vålerenga Fotball | Norwegia | Tippeligaen     | 13    | 3      |
| 2012    | Vålerenga Fotball | Norwegia | Tippeligaen     | 7     | 0      |
| 2012    | Stabæk Fotball    | Norwegia | Tippeligaen     | 10    | 2      |

## Kariera reprezentacyjna
W reprezentacji Islandii Gunnarsson zadebiutował 11 stycznia 2001 roku w przegranym 1:2 towarzyskim spotkaniu z Urugwajem, rozegranym w ramach Millennium Super Soccer Cup w Indiach. Obecnie jest podstawowym zawodnikiem islandzkiej kadry.